# Polygala cubensis
Polygala cubensis är en jungfrulinsväxtart som beskrevs av Chod.. Polygala cubensis ingår i släktet jungfrulinssläktet, och familjen jungfrulinsväxter. Inga underarter finns listade i Catalogue of Life.